# Обводнена частина нафтового пласта
Обводнена частина нафтового пласта (рос. обводненная часть нефтяного пласта; англ. encroached part of an oil reservoir, нім. verwässerter Teil m der Erdölschicht) — об'єм нафтового пласта, який знаходиться між початковим і поточним положенням водонафтового контакту (ВНК). Для О.ч.н.п. можна вважати досягнутий коефіцієнт охоплення рівним одиниці, а значину досягнутого коефіцієнта нафтовилучення — коефіцієнту витіснення (на відміну від обводненої зони нафтового пласта).